# Museo Iberoamericano de Artesanías

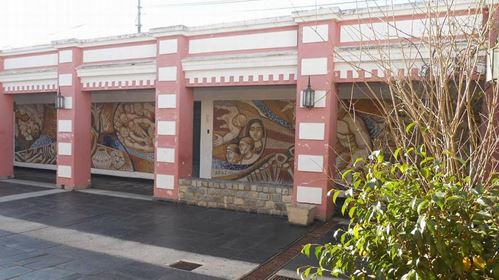
Patio interno del Museo Iberoamericano de Artesanías

El Museo Iberoamericano de Artesanías es un museo ubicado en la Ciudad de Córdoba (Argentina) con fecha de inauguración en 1983.

## Ubicación
El museo está en el interior del reconocido Centro Cultural Paseo de las Artes (Belgrano 750, Barrio Güemes), visitado los fines de semana por más de cinco mil personas de todo el mundo.

## Exposiciones
Se exhiben alrededor de 480 piezas del ámbito de la artesanía tradicional y moderna. Entre ellas se encuentran: artesanías indígenas de Brasil y Perú, muebles en mimbre de Chile, cerámicas de Nicaragua, máscaras de Oruro, tallas de madera, la caja escultórica de diseño gótico de Jorge Bianello, trabajos de cuchillería de Sergio Bruno, tallado en madera de Eduardo Paviolo, además piezas donadas por artesanos que participaron en anteriores ediciones.
En general, la manifestación de las artesanías se relaciona con las celebraciones religiosas y populares, el culto de la música, los antepasados, los juegos infantiles, la indumentaria, la cocina, la agricultura, entre otros. Algunas de ellas fueron premiadas en la Feria Internacional de Artesanías, que se realiza anualmente en el Complejo Feriar.